# Шахрихансай

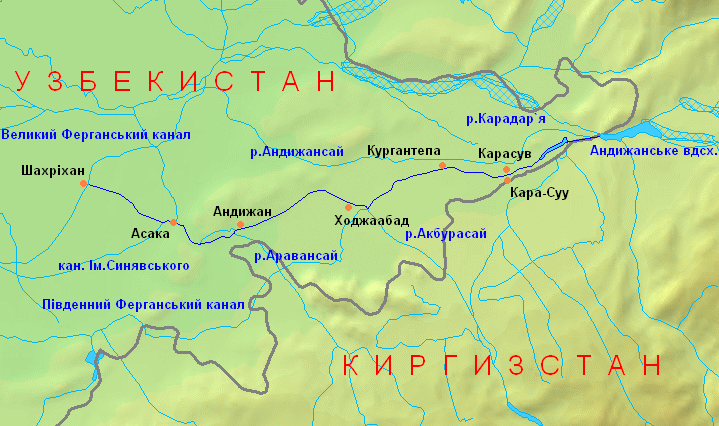
Перебіг каналу

Шахриханса́й — магістральний канал в Андижанській області Узбекистану та Ошській області Киргизстану, завдовжки 120 км. Перетинає Ферганську долину зі сходу на захід. Збудований в 1887 році.
Починається з гідровузла Кампиррават і протягом приблизно 20 км є державним кордоном між країнами. Закінчується влиттям в Великий Ферганський канал в місті Шахрихані (звідси і назва).
Від нього відходять канали — Савай, Акбурасай та Південний Ферганський канал.
На каналі розташовані міста Кара-Суу (Киргизстан), Карасув, Кургантепа, Ходжаабад, Асака, Шахрихан (Узбекистан).